# Druk tsendhen
Druk tsendhen este imnul național din Bhutan.